# 爨底下村
爨底下村，位于北京市門頭溝區齋堂鎮，是一座始建于明朝的古村落。村内至今仍完整保留大量清朝民居。2001年被列为北京市文物保护单位，2006年被列為全國重點文物保護單位。该村还是第一批中国历史文化名村。另外，在官方公佈的中華人民共和國行政區劃中，該村的名稱為川底下村。

## 历史

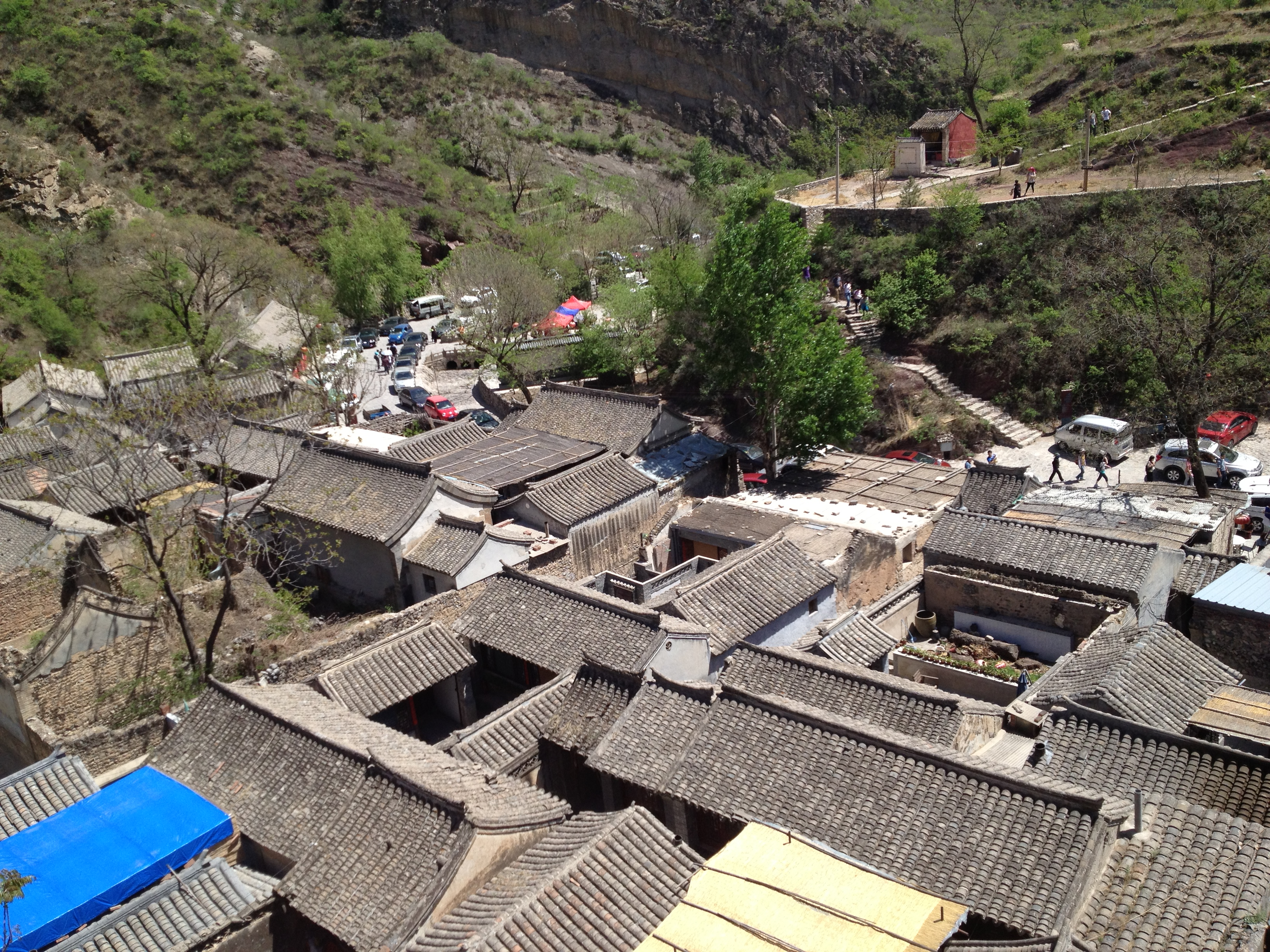
爨底下村

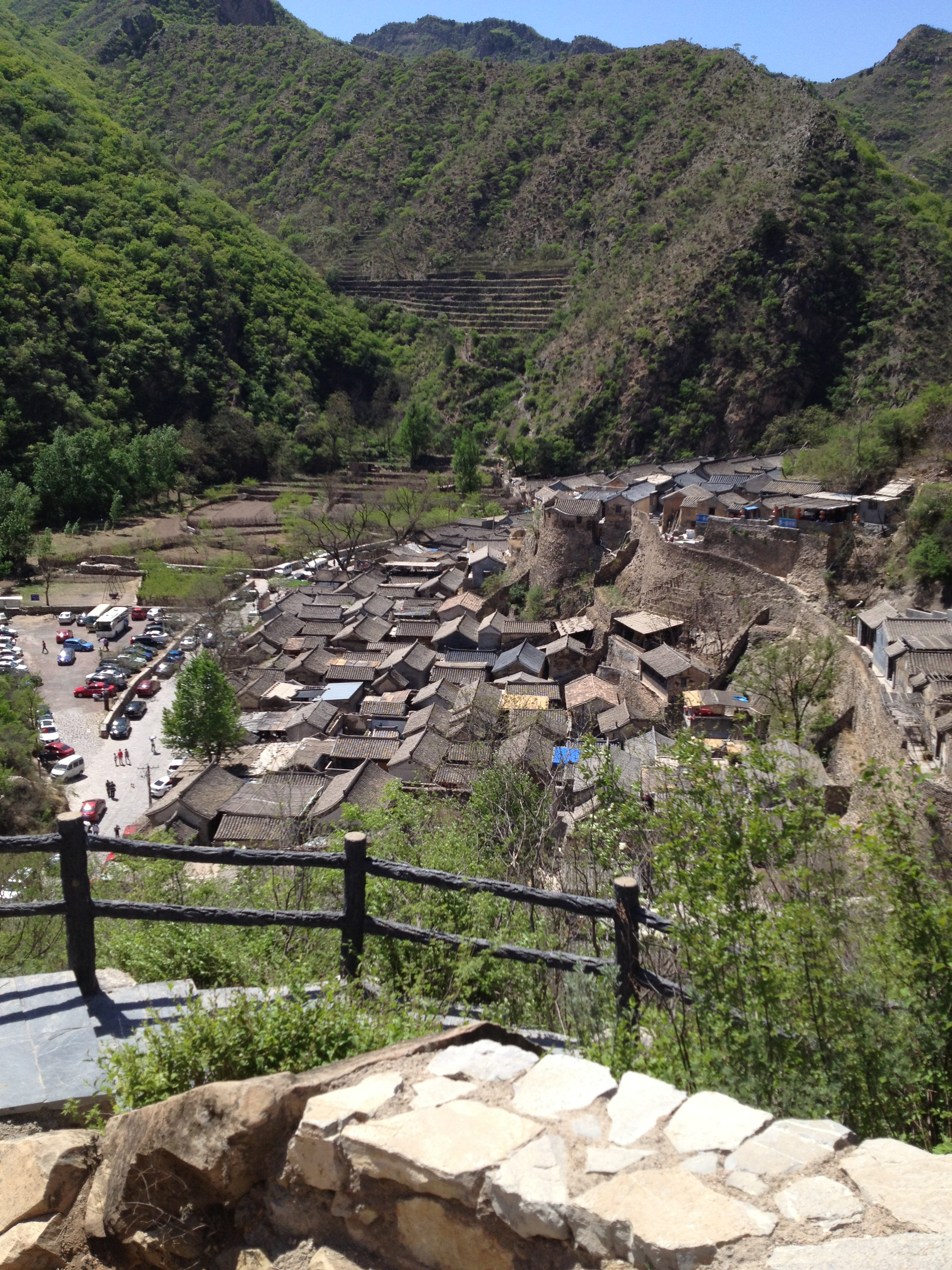
爨底下村

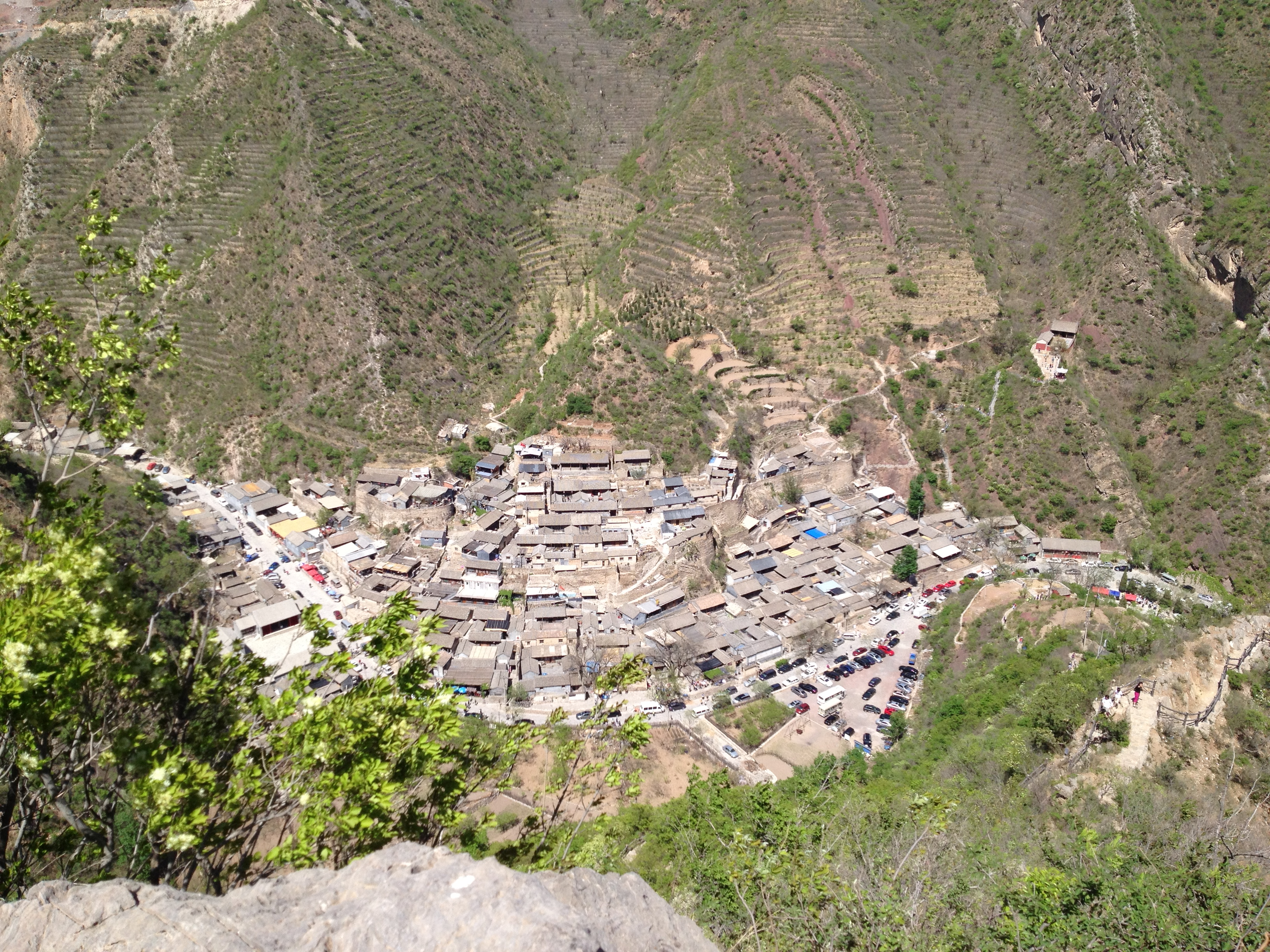
爨底下村

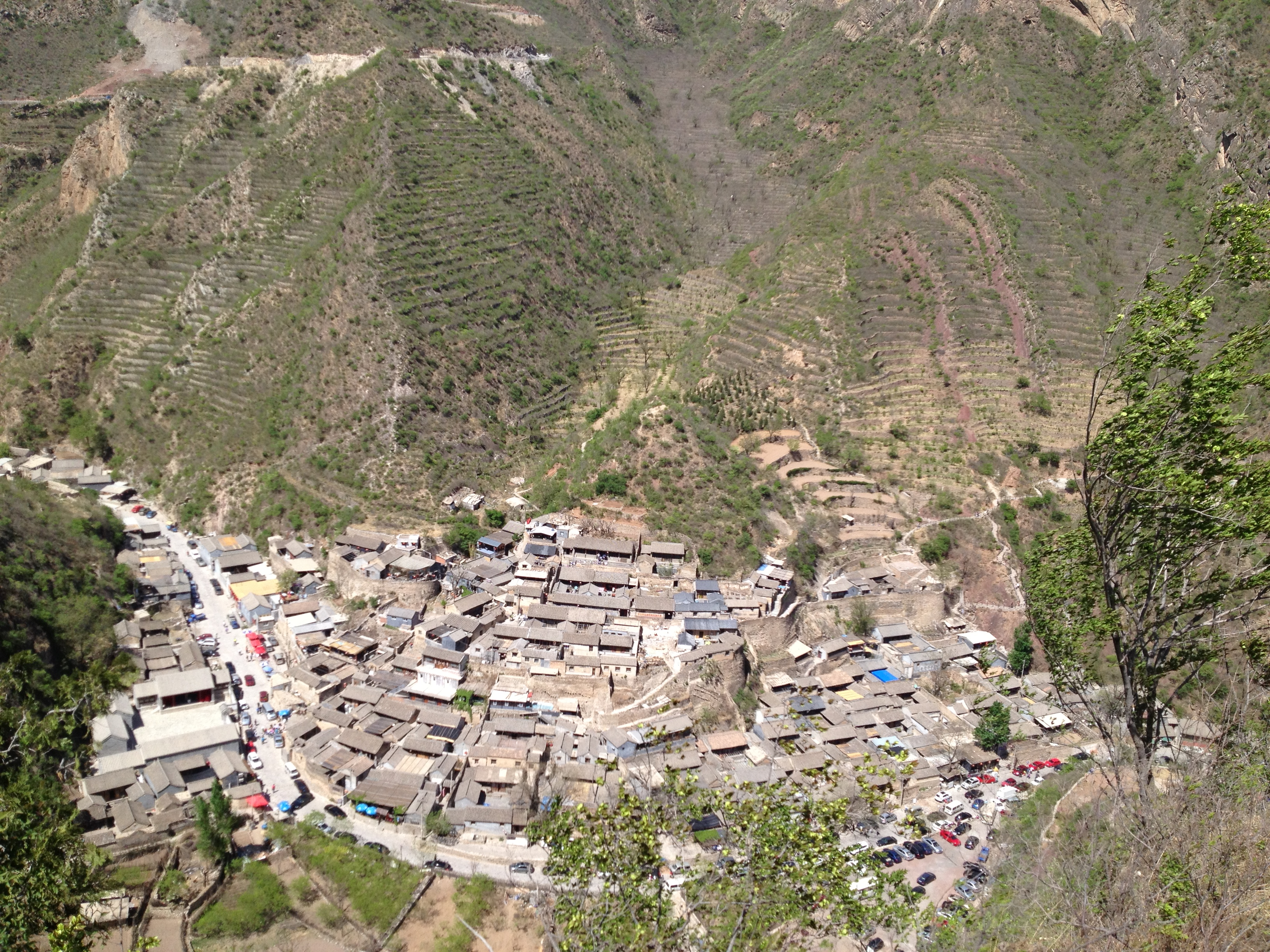
爨底下村

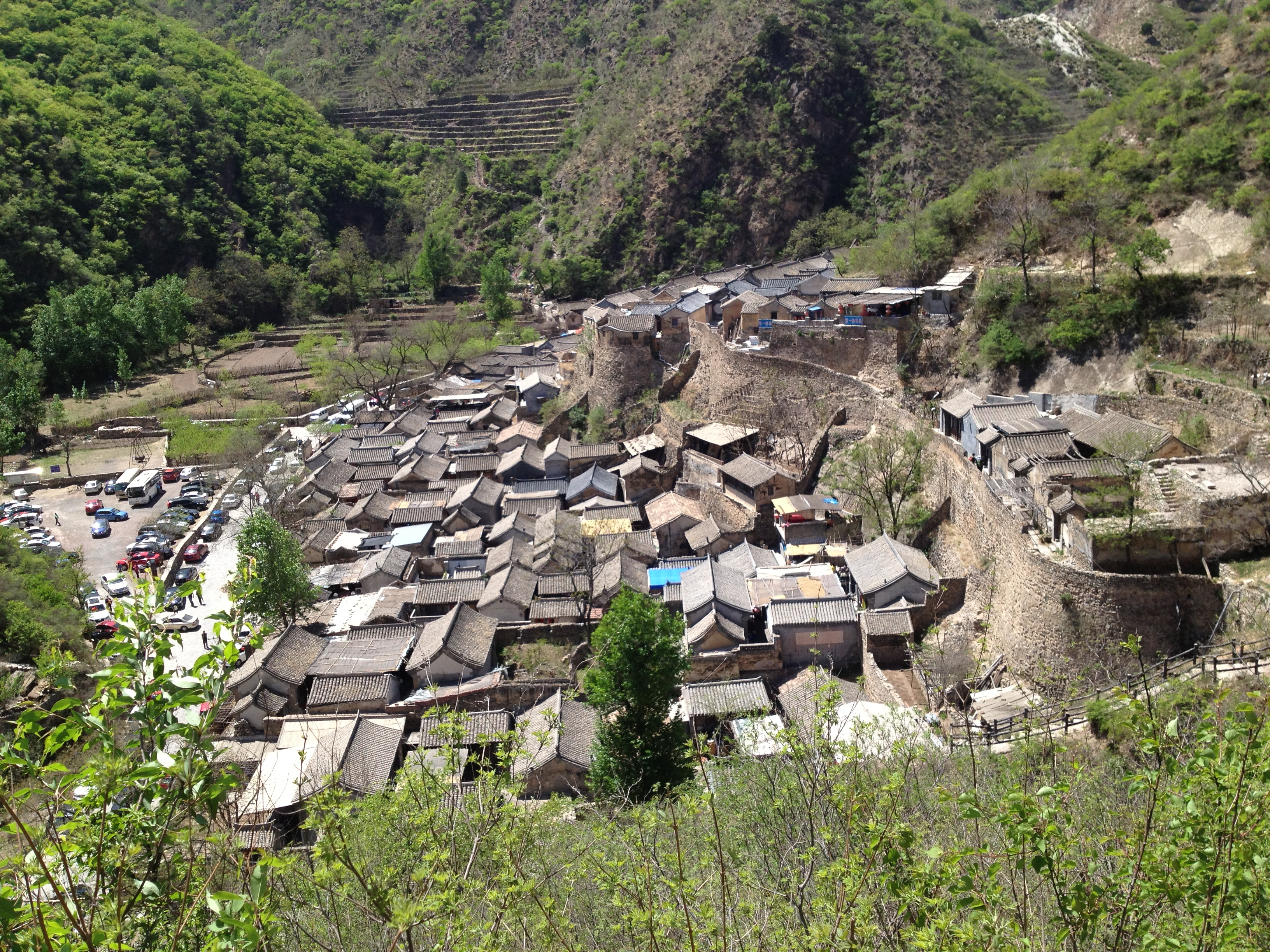
爨底下村

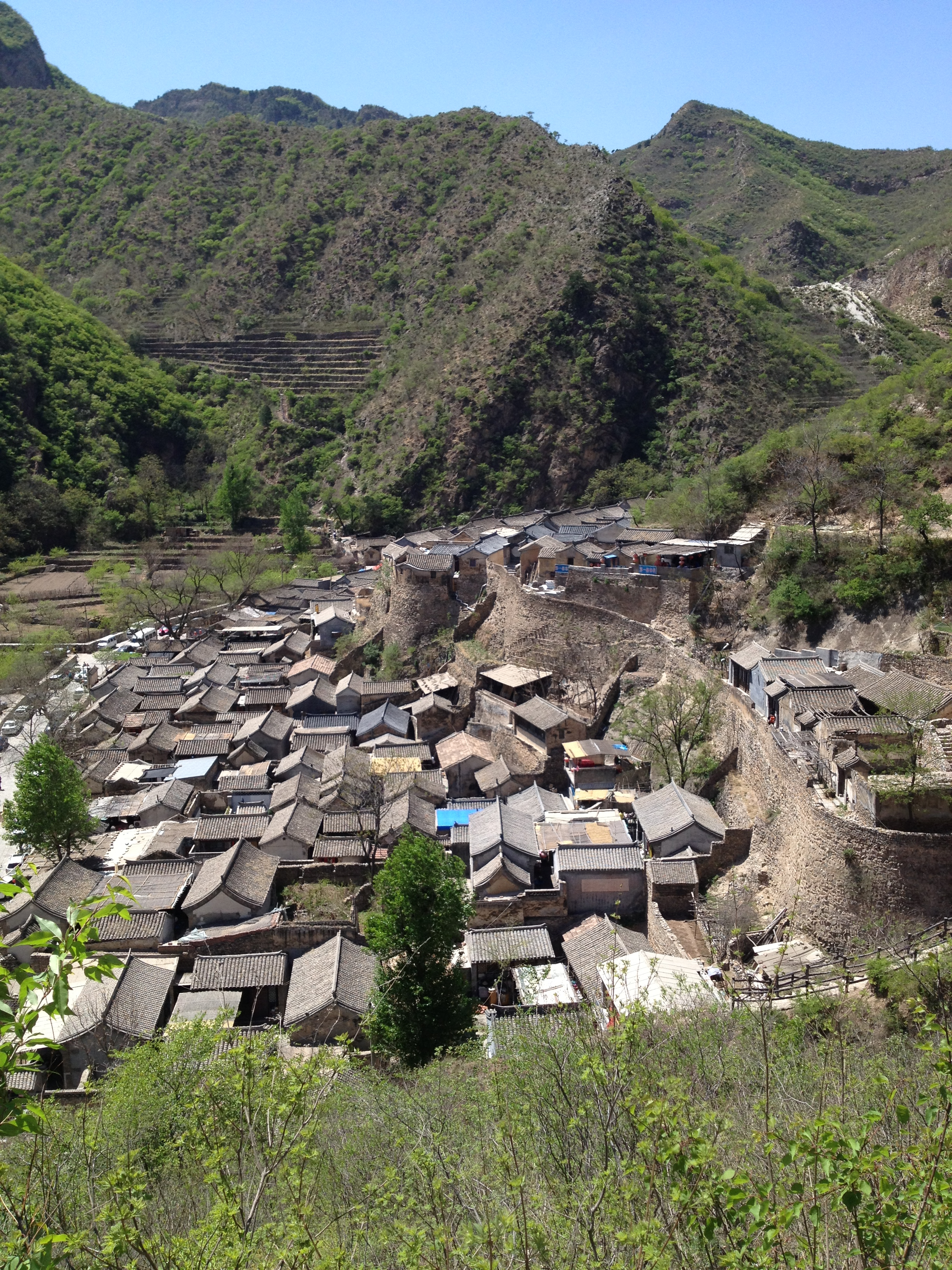
爨底下村

爨底下村地處斋堂镇西北部，太行山脉、清水河流域的峡谷北侧缓坡上，海拔約650米，面积5.33平方公里。
爨底下村背靠村北的高山，依山而建。一条南北方向的轴线贯穿村内，全部民居分列其两边，呈扇形向下方延展。村内一座弧形的大墙将爨底下村分为上、下两个部分。爨底下村建于明朝，经清朝不断建设，整体保留至今。爨底下村没有一间新房，全村74套689间民居，全部是清代民居建筑。
该村村民说，爨底下村居民大部分姓韩，韩与“寒”同音。该村取名“爨底下”，意为躲避严寒。“爨”（拼音：cuàn，注音：ㄘㄨㄢˋ）字为象形字，有两个含义，一为“烧火煮饭”，一为“炉灶”。该村村民认为，“爨”字下面是“大火”，“大火”烧双木，可驱散寒气，韩氏家族便兴旺发达。该村村民还流传一个字谜：“興字头，林字腰，大字下面架火烧，打一个字。”谜底为“爨”字。
上面只是该村流传的传说。实际上据资料记载，爨底下村是因位于明朝军事隘口“爨里口”下方，故得名。明朝正德十年（1515年），在如今的爨底下村一带兴建了军事隘口——爨里口，修正城一道，由天津关管辖。天津关在明朝被称作“紧要”外口，位于京西古道和内长城的结合处，是北京防御西北来犯之敌的第一道关口。自天津关后面的山谷向下，沿着京西古道便可分别来到爨底下村、燕家台，而后进北京城。经专家考证认为，如今爨底下村的村址就是明代爨里口正城的所在地，爨底下村的民居则是当年驻守爨里口的军队的衙署及营房。
明朝万历六年（1578年）后，明朝政府为加强天津关、爨里口一带隘口的防守工作，派军队在此驻防，爨底下村开始有军队及家属居住。明朝军队实行“卫所制”，军人列入军籍，其子孙也世代为军人。当时军队采取“耕战结合”制度，平日屯耕训练、戍守边疆的防卫戍守，战时作战。爨底下村便是驻守爨里口的军户及随军家属逐渐繁衍而成村。到清朝康熙年间，该村已有一定规模。
爨底下村的兴盛，得益于明朝正德十四年（1519年）兴建的古驿道。该条古驿道是通往河北、山西、内蒙古的必经之道，明朝时为重要的军事通道。到了清朝，由于北方安定，爨底下村的军事作用不再重要，这条古驿道又成为来往北京与西北地区的商旅的通道。位于古驿道上的爨底下村成为商旅途中落脚之处。清朝康乾时期，爨底下村商业达到鼎盛时期，当时村中有八家买卖铺子、三至四家骡马店，如今留下名号的有瑞福堂、瑞庆堂等等。
中华人民共和国成立后，因丰沙线铁路及109国道开通，爨底下村失去古驿道商品集散中心及客栈的地位，变成以农业为主的小山村。20世纪末，随着爨底下村旅游事业的发展，爨底下村的民居又成为“店居一体”形式。该村还吸引了不少影视剧摄制组前来拍摄，如电影《英雄》、《手机》、《投名状》等等。

## 建筑
- 广亮院：爨底下村分层而建，位于该村上部的院落均为沿街呈南北方向的建筑。广亮院是爨底下村地势最高且位于中轴线顶端的一所宅院，建于清代早期，在清末及中华民国时期曾屡经修缮。爨底下村建筑中的最大特色便是山地四合院，广亮院体现了这一特色。广亮院是全村规模最大、最为气派、等级最高、装饰最考究的民居。名叫“广亮院”是因该院的院门设在门楼中间，如同四合院的广亮大门。实际上根据院门的形制看，这仅是普通人家的如意门。广亮院门前设有七级台阶，门前的地面由两块石板铺成，一条青石，一条紫石。村民称，门前铺青石喻意“脚踏青云”，紫石寓意“紫气东来”。此宅院门口并列有三个样式相同的大门。据说，广亮院的主人曾是驻守沿河口的百户侯韩仕宁的后裔，韩家有三位兄弟驻守爨里口，三兄弟的后裔分别住在广亮院的三个门内，当地村民遂称其为“韩家三大门”。广亮院大门上有木雕门罩。进入院门，门道两侧有壁画，笔法细腻。四合院为南、北两进，院落分为东、中、西三路，是三个相对独立的院落，院外设有围墙，使广亮院形成一个大四合院。广亮院共有房45间。广亮院依山而建，院内北高南低，高度相差约5米。顺着院内台阶可至广亮院的后院，这里有“大五间”。大五间的室内三明两暗五间五檩，两侧是卧室，中间是过厅，屋内隔扇有雕花壁罩，窗下设有棋盘炕，门外台阶上有猫洞，台阶下有个狗窝。两侧耳房下有储藏室，还有通气孔及排水口。[1]
- 石甬居：自广亮院沿街向东，沿小路走到村东尽头，有一组小院，便是石甬居。石甬居门前是一条以彩色山石铺成的甬道，石甬居因此而得名。石甬居由三座坐北朝南的三合院组成。石甬居外墙上绘有水墨画，院内墙上为大幅行书墨迹。村民称，石甬居原来是韩家管家的宅院，早年间曾在此开办私塾，韩家子弟都在此念书。[1]
- 双店院：清朝爨底下村的转型，也体现在村内民居上。爨底下村上部可见军事防御体系，爨底下村下部则多是为商旅服务的客栈，形成许多“店居一体”的建筑，例如既是商店又是骡马店的“双店式”四合院。在爨底下村南侧靠近古道之处，有一座很独特的院落，村民说这是一家骡马店院，即招待商旅的旅店。该院院门一座套一座，大门内还有两座门，一座门通向骡马店，一座门通向店主人的居所，此即“前店后宅”，曾为清朝北方常见的店铺形式。[1]
- 五道庙：位于村内碾房北侧的三岔路口。是一间坐北朝南的小房。小房内的龛台上供奉着五道爷。五道庙为阴司的“报到处”，村内老人逝世后，子女要来该庙报到。[1]
- 娘娘庙：位于村东南侧的山坡上，据说庙内供奉的娘娘负责送子、送福。[1]
- 龙王伏魔庙：位于该村东山的半山腰，是该村建筑等级最高的庙宇。龙王伏魔庙起初称“龙王庙”，建于清朝康熙五十四年（1715年），为村民祈雨、转灯、祭天之场所。龙王庙内还套着一座关帝庙，供奉关帝。村民称，龙王庙内供奉关帝是因爨底下村位于京西古道旁，过去商业发达，龙王庙内遂增设利市财神关帝，起到“招财进宝，庇护商贾，利市发达”之作用。增加供奉关帝后，龙王庙遂改称“龙王伏魔庙”。爨底下村每年农历六月二十二日祭龙王。[1]